# Devgadh Baria
Devgadh Baria (en guyaratí: દેવગઢબારિયા ) es una ciudad de la India en el distrito de Dahod, estado de Guyarat.

## Geografía
Se encuentra a una altitud de 208 m s. n. m. a 183 km de la capital estatal, Gandhinagar, en la zona horaria UTC +5:30.

## Demografía
Según estimación 2011 contaba con una población de 20 184 habitantes.